# Intelligent verkeerslicht
Een Intelligent verkeerslicht, intelligente verkeersregelinstallatie (afgekort: iVRI) of slim verkeerslicht is een verkeerslicht dat kan communiceren met verkeersdeelnemers en andere verkeerslichten. Het klassieke verkeerslicht heeft een voorgeprogrammeerde regeling en/of reageert op meetlussen in het wegdek en de drukknopjes voor fietsers en voetgangers. Het doel van het slimme verkeerslicht, vergeleken met het klassieke verkeerslicht, is het verbeteren van de doorstroming en verkeersveiligheid. Ook zou in de optimaalste situatie de iVRI de uitstoot van CO₂ doen verminderen.
De software van intelligente verkeerslichten communiceert met verkeersdeelnemers door middel van hun smartphone of navigatiesysteem. Aan de hand van de locatie en snelheid van de verkeersdeelnemer kan het verkeerslicht zien hoelang het duurt voordat de persoon bij het verkeerslicht zal arriveren en hoeveel personen/voertuigen staan te wachten voor het verkeerslicht. Op basis van deze informatie besluit het intelligente verkeerslicht welke rijrichting groen of rood krijgt en voor hoelang. Ook kan het verkeerslicht 'zien' dat er een hulpdienst aanrijdend is en zijn regeling hierop aanpassen. Doordat intelligente verkeerslichten met elkaar communiceren kan een verkeerslicht een ander verkeerslicht 'vertellen' hoeveel verkeer het kan verwachten. Het doel hierachter is dat verkeerslichten beter op elkaar afgesteld zullen staan. Anno 2023 kunnen intelligente verkeerslichten niet 100% op basis van data van smartphones en navigatiesystemen functioneren. En worden daarom ondersteund door meetlussen en/of een voorgeprogrammeerde regeling.
Ondanks dat het intelligente verkeerslicht zelf kan bepalen welke regeling het beste is voor de doorstroming, kan de eigenaar van de slimme verkeerslichten, de wegbeheerder, bepalen of bepaalde verkeersdeelnemers voorrang krijgen zoals fietsers en voetgangers of openbaar vervoer. Dit zijn vaak politieke keuzes. Een stad of regio die met haar verkeersbeleid fietsen en wandelen wil stimuleren, kan met een intelligent verkeerslicht hen hogere prioriteit geven, maar dat kan enkel als zij een specifieke app opstarten, wat voor wandelaars en fietsers minder voor de hand ligt dan het gebruiken van navigatie bij een autorit.
De kritiek op het intelligent verkeerslicht is de privacy, omgang met data en de beveiliging daarvan. Het verkeerslicht heeft immers informatie van individuen nodig (locatie, snelheid etc) om te kunnen reageren. 
Voorstanders antwoorden hierop dat het systeem enkel per verkeerslicht weet heeft van een anonieme automobilist, fietser of voetganger, en dit niet bijhoudt.

## Situatie naar land

### België
In Vlaanderen worden intelligente verkeerslichten ondersteund door het project Mobilidata, zowel op wegen in beheer van het Vlaams Gewest als van steden. Daar worden in 2024-2025 250 intelligente verkeerslichten gerealiseerd. De eerste hulpverleningszone in Vlaanderen waar verkeerslichten automatisch groen licht geven aan hulpdiensten, was de Gentse Brandweerzone Centrum in februari 2025.

### Nederland
Nederland is wereldwijde voorloper qua intelligente verkeerslichten. In de jaren tien is de uitrol van iVRI's begonnen.
Er is een samenwerkingsverband van wegbeheerders, Talking Traffic. Dit systeem wordt sinds 2016 gefaseerd uitgerold en is een uitgebreider, verbeterde en gedigitaliseerde opvolger van korteafstandsradio-systeem (KAR).

## Apps per voertuigtype
Qua autoverkeer reageren intelligente verkeerslichten in Nederland alleen op de smartphone-applicaties Flitsmeister en Onderweg.
In Vlaanderen gaat dit over de apps Flitsmeister, Karta GPS, Sway en Waze.
Op andere navigatiesystemen voor autoverkeer zoals Waze, HERE WeGo, Garmin, TomTom en Google Maps reageert een slim verkeerslicht in Nederland of België niet. Echter is de software van de verkeerslichten voorbereid om gekoppeld te worden met alle navigatiesystemen.
Voor fietsers hebben een aantal wegbeheerders in Nederland applicaties ontwikkeld zoals Schwung. Fietsers zouden dan sneller groen krijgen bij het verkeerslicht, in de deelnemende gemeenten, doordat ze niet eerst op een knopje moeten drukken. In Vlaanderen toont de app Sway anno 2024 enkel de resterende wachttijd.
Tevens zijn er lokale projecten waarbij vrachtwagens op bepaalde wegen voorrang krijgen. Wie voorrang/prioriteit krijgt bij een intelligent verkeerslicht bepaalt de wegbeheerder.